# アブハジアの大統領一覧
アブハジアの大統領（アブハジアのだいとうりょう、ロシア語: Президент Республики Абхазия）は、アブハジア共和国の元首（大統領）である。

## 概要
ソビエト社会主義共和国連邦時代、グルジア・ソビエト社会主義共和国の自治共和国である、アブハズ自治ソビエト社会主義共和国として統治されており、最高機関である最高会議議長が元首であった。
しかし1991年のソ連邦崩壊に伴いグルジアが独立、アブハジア自治共和国として引き続き最高会議議長が元首を務めた。1992年の独立、1994年の新憲法制定に伴い、元首たる大統領職を新設した。

## 選出
国民の直接選挙で選出される。同時に、大統領候補が推薦する副大統領も選出される。
任期5年で3選は禁止されている。また大統領が死去や辞職した場合、3ヵ月以内に選挙が実施される。

## 大統領の一覧
| 代   | 大統領                                                                         | 大統領                        | 所属政党                     | 期                            | 在任期間                       | 在任期間    | 備考                    | 副大統領                     | 副大統領                    |
| ---- | ------------------------------------------------------------------------------ | ----------------------------- | ---------------------------- | ----------------------------- | ------------------------------ | ----------- | ----------------------- | ---------------------------- | --------------------------- |
| 001  | ウラジスラフ・アルジンバ Vladislav Ardzinba Владислав Григори-иҧа Арӡынба      |                               | 無所属                       | 1                             | 1994年11月26日 - 2000年        | 10年 + 78日 |                         |                              | ヴァレリー・アルシュバ      |
| 001  | ウラジスラフ・アルジンバ Vladislav Ardzinba Владислав Григори-иҧа Арӡынба      | 2                             | 無所属                       | 2000年 - 2005年2月12日        |                                | 10年 + 78日 |                         |                              | ヴァレリー・アルシュバ      |
| 002  | セルゲイ・バガプシュ Sergei Bagapsh Сергеи Уасыл-иҧа Багаҧшь                   |                               | 統一アブハジア               | 3                             | 2005年2月12日 - 2009年5月28日  | 6年 + 106日 |                         |                              | ラウリ・ハジムバ            |
| 002  | セルゲイ・バガプシュ Sergei Bagapsh Сергеи Уасыл-иҧа Багаҧшь                   | 2009年5月28日 - 2010年2月12日 | 統一アブハジア               | 3                             |                                | 6年 + 106日 |                         | （不在） （2009年5月以降）   |                             |
| 002  | セルゲイ・バガプシュ Sergei Bagapsh Сергеи Уасыл-иҧа Багаҧшь                   | 4                             | 統一アブハジア               | 2010年2月12日 - 2011年5月29日 | 在任中に死去                   | 6年 + 106日 |                         | アレクサンドル・アンクヴァブ |                             |
| 00－ | アレクサンドル・アンクヴァブ Alexander Ankvab Алықьсандр Золотинска-иҧа Анқәаб | 4                             |                              | アイタイラ                    | 2011年5月29日 - 2011年9月26日  | 3年 + 3日   | 大統領代行 （副大統領） |                              | （不在） （2011年5月以降）  |
| 003  | アレクサンドル・アンクヴァブ Alexander Ankvab Алықьсандр Золотинска-иҧа Анқәаб | 5                             | 2011年9月26日 - 2014年6月1日 | アイタイラ                    | 任期満了前に辞任               | 3年 + 3日   |                         | ミハイル・ログア             |                             |
| 00－ | バレリ・ブガンバ Valeri Bganba Бганба, Валерий Рамшухович                      | 5                             |                              | 無所属                        | 2014年6月1日 - 2014年9月25日   | 116日       | 大統領代行 （副大統領） |                              | （不在） （2014年6月以降）  |
| 004  | ラウリ・ハジムバ Raul Khadjimba Рауль Џьумка-иҧа Ҳаџьымба                      |                               | アブハジア挙国一致フォーラム | 6                             | 2014年9月25日 - 2018年8月28日  | 5年 + 109日 |                         |                              | ヴィタリ・ガブニア          |
| 004  | ラウリ・ハジムバ Raul Khadjimba Рауль Џьумка-иҧа Ҳаџьымба                      | 7                             | アブハジア挙国一致フォーラム | 2018年8月28日 - 2019年10月9日 |                                | 5年 + 109日 |                         | （不在） （2018年8月以降）   |                             |
| 004  | ラウリ・ハジムバ Raul Khadjimba Рауль Џьумка-иҧа Ҳаџьымба                      | 8                             | アブハジア挙国一致フォーラム | 2019年10月9日 2020年1月12日   |                                | 5年 + 109日 |                         | Aslan Bartsits               |                             |
| 00－ | バレリ・ブガンバ Valeri Bganba Бганба, Валерий Рамшухович                      | 8                             |                              | 無所属                        | 2020年1月13日 - 2020年4月23日  | 101日       | 大統領代行 （首相）     |                              | （不在） （2020年1月以降）  |
| 005  | アスラン・ブジャニヤ Aslan Bzhania Аслан Гьаргь-иҧа Бжьаниа                    |                               | 無所属                       | 9                             | 2020年4月23日 - 2024年11月19日 | 4年 + 210日 | 任期満了前に辞任        |                              | バドラ・グンバ              |
| 00－ | バドラ・グンバ Badra Gunba Бадра Зураб-иԥа Гәынба                              |                               | 無所属                       | 9                             | 2024年11月19日 - 2025年4月2日  | 257日       | 大統領代行 （副大統領） |                              | バドラ・グンバ （自分自身） |
| 006  | バドラ・グンバ Badra Gunba Бадра Зураб-иԥа Гәынба                              | 10                            | 無所属                       | 2025年4月2日 - （現職）       |                                | 257日       |                         | ベスラン・ビグヴァヴァ       |                             |